# San Colombano Belmonte
San Colombano Belmonte is een gemeente in de Italiaanse provincie Turijn (regio Piëmont) en telt 370 inwoners (31-12-2004). De oppervlakte bedraagt 3,4 km², de bevolkingsdichtheid is 109 inwoners per km².

## Demografie
San Colombano Belmonte telt ongeveer 161 huishoudens. Het aantal inwoners steeg in de periode 1991-2001 met 5,9% volgens cijfers uit de tienjaarlijkse volkstellingen van ISTAT.
| Jaar | Inwoneraantal |
| ---- | ------------- |
| 1991 | 341           |
| 2001 | 361           |

## Geografie
San Colombano Belmonte grenst aan de volgende gemeenten: Cuorgnè, Canischio, Prascorsano.
1. ↑  https://demo.istat.it/?l=it.